# Воля Велика
Воля Велика (пол. Wola Wielka) — село в Польщі, у гміні Наріль Любачівського повіту Підкарпатського воєводства.
Населення — 508 осіб (2011).

## Історія
Село знаходиться у давньому українському етнічному субрегіоні Любачівщина на сході Надсяння.
У Шематизмі 1831 року село називалося Липською волею, було 204 греко-католики, належали до парафії Липсько Потелицького деканату Перемишльської єпархії.
У 1880 р. — 118 будинків і 648 мешканців (397 римо-католиків, 229 греко-католиків, 22 юдеї).
У 1939 році в селі проживало 1080 мешканців, з них 320 українців-грекокатоликів, 740 поляків і 20 євреїв. Село входило до ґміни Ліпско Любачівського повіту Львівського воєводства.
У середині вересня 1939 року німці окупували село, однак вже 26 вересня 1939 року мусіли відступити, оскільки за пактом Ріббентропа-Молотова ця територія належала до радянської зони впливу. Село зайняла Червона армія. 27.11.1939 постановою Президії Верховної Ради УРСР село включене до новоутвореної Львівської області, а 17 січня 1940 року — до Горинецького району. Внаслідок обміну Сталіном Закерзоння (включно з Холмщиною) на Литву Воля Велика стало прикордонним селом і було виселене. В червні 1941, з початком Радянсько-німецької війни, село знову було окуповане німцями. В липні 1944 року радянські війська оволоділи селом, а в жовтні 1944 року село зі складу Львівської області передано Польщі. Українців добровільно-примусово виселяли в СРСР, але вони чинили спротив у рядах УПА і підпілля ОУН. Решту українців у 1947 р. депортовано на понімецькі землі.
У 1975—1998 роках село належало до Перемишльського воєводства.

## Демографія
Демографічна структура станом на 31 березня 2011 року:
|          | Загалом | Допрацездатний вік | Працездатний вік | Постпрацездатний вік |
| -------- | ------- | ------------------ | ---------------- | -------------------- |
| Чоловіки | 263     | 42                 | 182              | 39                   |
| Жінки    | 245     | 43                 | 126              | 76                   |
| Разом    | 508     | 85                 | 308              | 115                  |

## Пам'ятки
- Дерев'яна церква Покрови Пресвятої Богородиці з 1755 р. (у 1947—1994 рр. — костел) і дзвіниця з XVIII ст.